# Barbie : Cœur de princesse
Série Barbie
Barbie et le Lac des cygnes
(2003) Barbie Fairytopia
(2005)
Pour plus de détails, voir Fiche technique et Distribution.
Barbie : Cœur de princesse, ou Barbie dans Cœur de princesse au Québec, (Barbie as the Princess and the Pauper) est un long métrage d’animation américano-canadien réalisé par William Lau et distribué directement en vidéo en 2004.

## Synopsis
Anneliese, une princesse blonde promise en mariage au roi Dominic du pays voisin, et Erika, jeune fille brune et pauvre travaillant dans un atelier de couture au village, rêvent toutes deux de liberté et de bonheur. Un jour, les deux filles se rencontrent tout à fait par hasard et réalisent qu'elles se ressemblent comme deux gouttes d'eau, à l'exception que l'une est blonde, et l'autre brune. Un fort lien d'amitié se noue immédiatement entre elles, mais quand Anneliese est enlevée par le machiavélique Preminger qui convoite le trône, Julian, le précepteur d'Anneliese, appelle Erika à l'aide et lui demande de prendre la place de la princesse Anneliese le temps qu'il la retrouve. Erika accepte avec courage, sachant qu'elle risque de tout perdre, mais cette périlleuse mission se complique alors qu'Anneliese ne peut plus retourner au château et qu'Erika, déguisée en la princesse Anneliese, tombe amoureuse du roi Dominic… 
Mêlant amour et trahison, cette adaptation moderne du comte de Mark Twain montre que le destin est écrit dans un endroit très spécial : le cœur…

## Fiche technique
- Titre original : Barbie as the Princess and the Pauper
- Titre français : Barbie : Cœur de princesse
- Titre québécois : Barbie dans Cœur de princesse
- Réalisation : William Lau
- Scénario : Cliff Ruby et Elana Lesser, inspirée du roman Le Prince et le Pauvre de Mark Twain,
- Direction artistique : Walter P. Martishius
- Musique : Arnie Roth, interprétée par le London Symphony Orchestra et le Czech Philharmonic Orchestra
- Production : Jesyca C. Durchin et Jennifer Twiner McCarron ; Kim Dent Wilder et Rob Hudnut (exécutifs)
- Société de production : Mattel Entertainment, Mainframe Entertainment
- Société de distribution : Alliance Atlantis Vivafilm
- Pays : [ États-Unis /  Canada
- Langue d'origine : anglais
- Format : couleur - son stéréo
- Genre : animation
- Durée : 85 minutes
- Dates de sortie :
  - États-Unis : 28 septembre 2004 ;
  - France : 3 novembre 2004[2]

Sources : Générique du DVD et IMDb

## Distribution
| - Kelly Sheridan : Annelise / Erika - Melissa Lyons : Annelise (chant) - Julie Stevens : Erika (chant) - Mark Hildreth : Dominick - Mark Luna : Dominick (chant) - Alessandro Juliani : Julian - Martin Short : Preminger - Kathleen Barr : Serafina / Bertie la couturière - Ian James Corlett : Wolfie - Ellen Kennedy : la reine Genevieve - Pam Hyatt : Madame Carp - Brian Drummond : Nick - Jan Rabson : Nack / Midas le chien - Lee Tockar : l'ambassadeur Bismark - Gary Chalk : Hervé | - Michèle Lituac : Annelise / Erika - Amala Landré : Annelise (chant) - Prisca Demarez : Erika (chant) - Franck Tordjman : le roi Dominic - David Jean : le roi Dominic (chant) - Alexis Tomassian : Julian - Stéphan Roche : Julian (chant) - Joël Martineau : Preminger - Pierre-Yves Duchesne : Preminger (chant) - Julie Turin : Serafina - Marie Lenoir : Bertie la couturière - Olivier Korol : Wolfie - Maria Tamar : la reine Geneviève - Odile Schmitt : Madame Carp - Jean-François Kopf : Nick - Laurent Mantel : Nack - Marc Bretonnière : Midas le chien - Michel Lasorne : l'ambassadeur Bismark - Erik Colin : Hervé le cheval / le révérend - Guillaume Lebon : le conseiller de la Cour - Marie Millet : la servante |

Sources : Générique du DVD

## Chansons du film
- Liberté (Free) - Annelise et Erika
- Comment refuser ? (How Can I Refuse?) - Preminger
- La Destinée que ton cœur a tracée (Written in Your Heart) - Prologue - Erika
- Je suis une fille comme toi (I Am A Girl Like You) - Annelise et Erika
- Pour être une princesse (To Be a Princess) - Julian et Erika
- Le Miaulement du chat (The Cat's Meow) - Erika
- Si tu m'aimes juste pour moi (If You Love Me for Me) - Erika et Dominick
- Pour être une princesse (To Be a Princess - Reprise) - Erika
- Comment refuser ? (How Can I Refuse? - Reprise) - Preminger
- La Destinée que ton cœur a tracée (Written in Your Heart) - Annelise, Erika, Julian et Dominick
- I'm on My Way - Sara Niemietz

## Distinctions
DVD Exclusive Awards (en) 2005 : Nomination dans la catégorie Meilleure interprétation d'un personnage d'animation pour Best Animated Character Performance pour Martin Short.

## Autour du film
Créée en 1959, la poupée Barbie est à l'origine de nombreux produits dérivés. Elle a également inspiré plusieurs films d’animation. Après Barbie et le Lac des cygnes, Barbie : Cœur de princesse est la quatrième de ces adaptations, suivie en 2005 par Barbie Fairytopia.
Le film a fait l’objet d’une adaptation en jeu vidéo sur Windows et Game Boy Advance.